# Sanniriya
Sanniriya, en arabe : جينصافوط, est un village du gouvernorat de Qalqilya en Palestine. Il est situé à 10 km au sud-est de Qalqilya en Cisjordanie.
Selon le recensement du bureau central palestinien des statistiques, la localité compte une population de 3 609 habitants en 2017.